# Rio Aller
O Aller é um rio na Alemanha, nos estados de Saxónia-Anhalt e Baixa Saxónia. É afluente, pela margem direita, do rio Weser e tem 263 km de comprimento.
Nasce perto de Magdeburgo, na Saxónia-Anhalt. Flui para noroeste e entre as principais cidades que banha encontram-se Wolfsburg, Gifhorn, Celle e Verden.